# برادلي بروكس
برادلي بروكس (بالإنجليزية: Bradley Brooks)‏ هو لاعب دارت بريطاني، ولد في 20 فبراير 2000 في بلاكبرن في المملكة المتحدة.